# Хронологія світових рекордів з бігу на 10000 метрів серед чоловіків
Світові рекорди з бігу на 10000 метрів визнаються Світовою легкою атлетикою з-поміж результатів, показаних на відповідній дистанції на біговій доріжці стадіону, за умови дотримання встановлених вимог.

## Хронологія рекордів
| Результат                             | Атлет                         | Місто змагань  | Дата змагань | Примітки    | Відео                             |
| ------------------------------------- | ----------------------------- | -------------- | ------------ | ----------- | --------------------------------- |
| 30.58,8h                              | Жан Буен Франція              | Коломб         | 16.11.1911   |             |                                   |
| 30.40,2h                              | Пааво Нурмі Фінляндія         | Стокгольм      | 22.06.1921   |             |                                   |
| 30.35,4h                              | Вілле Рітола Фінляндія        | Гельсінкі      | 25.05.1924   |             |                                   |
| 30.23,2h                              | Вілле Рітола Фінляндія        | Коломб         | 06.07.1924   |             |                                   |
| 30.06,2h                              | Пааво Нурмі Фінляндія         | Куопіо         | 31.08.1924   |             |                                   |
| 30.05,6h                              | Ільмарі Сальмінен Фінляндія   | Коувола        | 18.07.1937   |             |                                   |
| 30.02,0h                              | Тайсто Мякі Фінляндія         | Тампере        | 29.09.1938   |             |                                   |
| 29.52,6h                              | Тайсто Мякі Фінляндія         | Гельсінкі      | 17.09.1939   |             |                                   |
| 29.35,4h                              | Вільйо Гейно Фінляндія        | Гельсінкі      | 25.08.1944   |             |                                   |
| 29.28,2h                              | Еміль Затопек Чехословаччина  | Острава        | 11.06.1949   |             |                                   |
| 29.27,2h                              | Вільйо Гейно Фінляндія        | Коккола        | 01.09.1949   |             |                                   |
| 29.21,2h                              | Еміль Затопек Чехословаччина  | Острава        | 22.10.1949   |             |                                   |
| 29.02,6h                              | Еміль Затопек Чехословаччина  | Турку          | 04.08.1950   |             |                                   |
| 29.01,6h                              | Еміль Затопек Чехословаччина  | Стара-Болеслав | 01.11.1953   |             |                                   |
| 28.54,2h                              | Еміль Затопек Чехословаччина  | Брюссель       | 01.06.1954   |             |                                   |
| 28.42,8h                              | Шандор Іхарош Угорщина        | Будапешт       | 15.07.1956   |             |                                   |
| 28.30,4h                              | Володимир Куц СРСР            | Москва         | 11.09.1956   |             |                                   |
| 28.18,8h                              | Петро Болотников СРСР         | Київ           | 15.10.1960   |             |                                   |
| 28.18,2h                              | Петро Болотников СРСР         | Москва         | 11.08.1962   |             |                                   |
| 28.15,6h                              | Рон Кларк Австралія           | Мельбурн       | 18.12.1963   | [ 1 ]       |                                   |
| 27.39,89                              | Рон Кларк Австралія           | Осло           | 14.07.1965   |             |                                   |
| 27.38,35                              | Лассе Вірен Фінляндія         | Мюнхен         | 03.09.1972   |             |                                   |
| 27.30,80                              | Девід Бедфорд Велика Британія | Лондон         | 13.07.1973   |             |                                   |
| 27.30,47                              | Самсон Кімобва Кенія          | Гельсінкі      | 30.06.1977   |             |                                   |
| 27.22,47                              | Генрі Роно Кенія              | Відень         | 11.06.1978   |             |                                   |
| 27.13,81                              | Фернанду Мамеде Португалія    | Стокгольм      | 02.07.1984   |             |                                   |
| 27.08,23                              | Артуро Барріос Мексика        | Берлін         | 18.08.1989   |             |                                   |
| 27.07,91                              | Річард Челімо Кенія           | Стокгольм      | 05.07.1993   |             |                                   |
| 26.58,38                              | Йобес Ондієкі Кенія           | Осло           | 10.07.1993   |             |                                   |
| 26.52,23                              | Вільям Сігеї Кенія            | Осло           | 22.07.1994   |             |                                   |
| 26.43,53                              | Хайле Гебрселассіє Ефіопія    | Генгело        | 05.06.1995   |             |                                   |
| 26.38,08                              | Салех Гіссу Ефіопія           | Брюссель       | 04.07.1997   |             |                                   |
| 26.31,32                              | Хайле Гебрселассіє Ефіопія    | Генгело        | 05.06.1995   |             |                                   |
| 26.27,85                              | Пол Тергат Кенія              | Брюссель       | 22.07.1994   |             |                                   |
| 26.22,75                              | Хайле Гебрселассіє Ефіопія    | Генгело        | 01.06.1998   |             |                                   |
| 26.20,31                              | Кененіса Бекеле Ефіопія       | Острава        | 08.06.2004   | [ 2 ]       |                                   |
| 26.17,53                              | Кененіса Бекеле Ефіопія       | Брюссель       | 26.08.2005   | [ 3 ]       | Відео на YouTube Відео на YouTube |
| 26.11,00                              | Джошуа Чептегеї Уганда        | Валенсія       | 07.10.2020   | [ 4 ] [ 5 ] |                                   |
| 4 роки, 173 дні від дати встановлення |                               |                |              |             |                                   |